# The Birdcage Inn
The Birdcage Inn (Paran Daemun) ist der dritte Film des südkoreanischen Regisseurs Kim Ki-duk aus dem Jahr 1998. Die Hauptrollen werden von Lee Ji-eun, Lee Hae-eun und Ahn Jae-mo gespielt.

## Handlung
Jin-ah ist eine Prostituierte, die neuerdings in der winzigen Familienpension Birdcage Inn arbeitet und mit ihren Einkünften das Überleben der vierköpfigen Betreiberfamilie sicherstellt. Sie zeigt auch, dass sie künstlerisches Talent besitzt, aber irgendetwas in ihrer nicht erklärten Vergangenheit hält sie davon ab es auszuleben. Der Familienvater vergewaltigt sie, ebenso wie ein Freier und ihr Zuhälter, der nach einem Gefängnisaufenthalt auftaucht um abzukassieren und ihr seine „Liebe“ versichert, indem er ihr eine Mandarine schenkt.
Hye-mi, die prüde Tochter der Familie mag sie überhaupt nicht, ihr kleiner Bruder Hyun-Woo schwärmt jedoch für sie und hat ebenfalls wie sein Vater Sex mit ihr, er bezahlt aber. Außerdem überredet er sie zu Nacktfotos, die er einer Zeitschrift schickt, um Fotograf zu werden, und verwanzt ihr Zimmer um sie beim Sex zu belauschen. Auch Hye-mis Freund will, von ihr abgewiesen, Sex mit Jin-Ah kaufen, schreckt aber skrupelbehaftet dann doch davor zurück. Gegen Ende kommen sich die beiden Frauen näher, homoerotische Gefühle werden angedeutet. Der Film endet offen.

## Auszeichnungen
- 1999 wurde Ki-duk Kim beim AFI Fest für einen Großen Preis der Jury (Grand Jury Prize) nominiert.